# 203-мм гаубица БЛ-39
203-мм гаубица БЛ-39 — советская опытная буксируемая гаубица корпусной артиллерии. Была создана в ОКБ-172 Пермского машиностроительного завода имени Ленина.

## История создания
В второй половине 1930-х годов руководство Красной Армии пришло к выводу о необходимости наличия 203-мм гаубицы в корпусном звене. Существовавшие на тот момент 203-мм гаубицы Б-4 были дороги в производстве и обладали недостаточной мобильностью, а 203-мм гаубицы Е-16 имели устаревшую конструкцию и обладали рядом конструктивных недостатков. 19 февраля 1938 года ГАУ разослало на Завод №172 и Уральский завод тяжёлого машиностроения тактико-технические требования на новую 203-мм корпусную гаубицу. Конструкторском бюро машиностроения Завода №172 проект получил обозначение М-40, а на УЗТМ — У-3. В апреле 1939 года в инициативном порядке в Ленинградском особом конструкторском бюро (с 1942 года пермское ОКБ-172) были начаты работы под индексом БЛ-39. В июне 1939 года технический проект гаубицы БЛ-39 был рассмотрен в Москве. По результатам рассмотрения проект был возвращён с предписанием сохранить использование 100 кг снаряда, при этом дальнобойный снаряд и конструкцию затвора использовать от гаубицы Б-4 без изменений.
10 февраля 1940 года от ГАУ на Завод №172 поступил заказ на изготовление опытного образца гаубицы БЛ-39, однако начальник конструкторского бюро обратился с просьбой изготовить сразу два опытных образца с различными конструктивными решениями. Просьба была удовлетворена. Образцы имели различную конструкцию верхнего станка, станин, рессор, а также использовали различные колёса и передки. В итоге первый опытный образец имел массу 8,25 тонны, а второй — 8,5 тонн. Первый опытный образец поступил на испытания 15 октября 1940 года. Испытания стрельбой начались 4 ноября этого же года. После 16 выстрела вышел из строя подъёмный механизм, а ствол упал с +72,5° на +16°, из-за чего образец был снят с испытаний. Так как баллистическое решение у гаубицы БЛ-39 было аналогично использованному на М-40 и У-3, система обладала идентичным недостатком (неудовлетворительная кучность при стрельбе на углах возвышения выше +70°). Выявленные недостатки планировалось исправить с помощью изготовления новой трубы с более пологой нарезкой ствола. По приказу Г. И. Кулика от 28 ноября 1940 года, для гаубиц М-40 и У-3 должны были быть изготовлены три ствола с различной крутизной нарезки (25, 30 и 35 клб.), однако испытания гаубицы БЛ-39 приказано было не проводить. В апреле 1942 года орудие БЛ-39 поступило на сравнительные испытания с У-3. В целом полигонно-войсковые испытания орудием БЛ-39 были признаны не пройденными. В заключении комиссии значились значительные недостатки системы, среди которых были: слишком высокая масса системы для корпусной артиллерии, сложность конструкции, дефекты в ходовой части, недостаточная проходимость, недоработка конструкции тормоза отката, вышедшего на испытаниях из строя, а также низкий запас прочности подъёмного механизма. Комиссией была признана нецелесообразность дальнейших доработок гаубицы БЛ-39, после чего все работы по ней были закрыты.

## Применяемые боеприпасы
Заряжание гаубицы БЛ-39 было картузным, стрельба велась всеми типами боеприпасов от 203-мм гаубицы Б-4.
| Номенклатура боеприпасов |                |                   |              |                   |                  |                                 |                                     |
| Индекс выстрела          | Индекс снаряда | Масса снаряда, кг | Масса ВВ, кг | Длина снаряда, мм | Марка взрывателя | Начальная скорость снаряда, м/с | Максимальная дальность стрельбы, км |
| Фугасные                 |                |                   |              |                   |                  |                                 |                                     |
|                          | 53-Ф-620       | 98,75             | 18,97        | 966               | 5ДТ-2            |                                 |                                     |
|                          | 53-Ф-621       | 98,35             | 15,91        | 783               | УГГ              |                                 |                                     |
|                          | 53-Ф-621Г      | 98,51             | 15,91        | 783               | 4ГТ              |                                 |                                     |
| С полным зарядом         | 53-Ф-625       | 100               | 23,4         | 875               | РГМ-2            | 475                             | 14                                  |
| С полным зарядом         | 53-Ф-625Д      | 100               | 15,77        |                   | РГМ-2            | 475                             | 14                                  |
| Бетонобойные             |                |                   |              |                   |                  |                                 |                                     |
| С полным зарядом         | 53-Г-620       | 100               | 15,36        | 895               | ДБТ/КТД          | 475                             | 14                                  |
| С полным зарядом         | 53-Г-620Т      | 146               | 10,72        | 1017              | ДБТ              | 355                             | 10,5                                |